# Jurassic Park (videojoc recreatiu)
|  | Per a altres significats, vegeu «Jurassic Park». |

Jurassic Park és un videojoc arcade de rail shooter desenvolupat per Sega el 1994. En la jugabilitat és més comú en el gènere de rail shooter en els videojocs com Operation Wolf, els jugadors ataquen des del vehicle utilitzant armes de foc, llavors aquí es necessita la palanca de control per jugar, com una pistola magnètica. Hi ha una continuació del videojoc anomenat The Lost World: Jurassic Park que torna a les màquines arcade el 1997. El joc s'emmarca en els dos equips de InGen que aterren a l'Illa Nublar per netejar després l'illa de l'incident de la pel·lícula de 1993. Han d'evitar els dinosaures. També hi ha tanques i barricades per protegir-se. El joc acaba quan els dos equips es tornen a veure.

## Llista de dinosaures
- Tyrannosaurus rex
- Velociraptor
- Gallimimus
- Triceratops
- Dilophosaurus
- Pteranodon
- Ankylosaurus
- Brachiosaurus
- Ichthyosaurus

## Nivells & dinosaures
Àrea 1
- Tyrannosaurus rex
- Velociraptor
- Gallimimus
- Triceratops
- Dilophosaurus
- Pteranodon
- Ankylosaurus

En aquest nivell, els jugador(s) han de disparar a un T-Rex, anar a la cova i eliminar els velociraptors. Quan s'acaba la cova, entren en un camp on han de disparar a Gallimimus i Triceratops
Àrea 2
- Ankylosaurus
- Brachiosaurus
- Ichthyosaurus
- Pteranodon
- L'enemic final de Tyrannosaurus rex

Àrea 3
- Velociraptor
- Triceratops
- Pteranodon

Àrea 4
- Velociraptor
- Gallimimus
- Pteranodon
- Triceratops
- Dilophosaurus
- Enemics finals de Tyrannosaurus rex